# Shadi Paridar
Shadi Paridar (2 de juliol de 1986) és una jugadora d'escacs iraniana que té el títol de Gran Mestre Femení des del 2004.
Tot i que no està en actiu des de gener de 2011, a la llista d'Elo de la FIDE del gener de 2020, hi tenia un Elo de 2250 punts, cosa que en feia la jugadora número 88 de l'Iran. El seu màxim Elo va ser de 2274 punts, a la llista de gener de 2005.

## Resultats destacats en competició
Fou campiona de l'Iran en quatre ocasions en els anys 2001, 2004, 2005 i 2007.

### Participació en olimpíades d'escacs
Pourkashiyan ha participat, representant l'Iran, en cinc Olimpíades d'escacs entre els anys 2002 i 2010, amb el resultat de (+28=17−12), per un 64,0% de la puntuació. El seu millor resultat el va fer a les Olimpíada del 2002 en puntuar 9 de 13 (+7 =4 -2), amb el 69,2% de la puntuació, amb una performance de 2342.